# Lima Rugby Club
Lima Rugby Club, también conocido como Universidad de Lima o Lima, es un equipo de rugby de la ciudad de Lima, en Perú. 

## Historia[1]
Fundado el 9 de abril de 1996, el club representa a la Universidad de Lima.
Su plantel está conformado por alumnos y exalumnos de la citada casa de estudios, así como personas interesadas en formar parte del equipo.
Actualmente, el club desarrolla programas de crecimiento para la práctica del rugby.

## Jugadores - Primera División
| Nacionalidad | Nombre y Apellido           | Posición |
| ------------ | --------------------------- | -------- |
| Perú         | Gonzalo Valdez              |          |
| Perú         | Hugo Cálamo                 |          |
| Perú         | Gonzalo Mansilla            |          |
| Argentina    | Santino Agnello             |          |
| Panamá       | Luis Pérez                  |          |
| Perú         | Dennis Del Carpio           |          |
| Perú         | Renzo Cateriano             |          |
| Perú         | Sebastián Velarde - Álvarez |          |
| Perú         | Diego Cavero                |          |
| Perú         | Sebastián Del Mastro        |          |
| Argentina    | Francisco Hernández         |          |
| Perú         | Edu Salazar                 |          |

| Nacionalidad | Nombre y Apellido     | Posición |
| ------------ | --------------------- | -------- |
| Perú         | Juan Emilio Bulnes    |          |
| Perú         | César Pérez           |          |
| Perú         | Mauricio Monier       |          |
| Perú         | José Alonso Benavente |          |
| Perú         | Miguel Ángel Suárez   |          |
| Perú         | Julen Meneses         |          |
| Perú         | José Luis Servat      |          |
| Perú         | Walter Salas          |          |
| Perú         | Juandiego Seminario   |          |
| Perú         | Edwin Palomino        |          |
| Perú         | Billy Tecse           |          |

## Palmarés
- Torneo Metropolitano de Rugby de Lima (3) : 2006, 2008, 2016